# Intermediate (Bereifung)

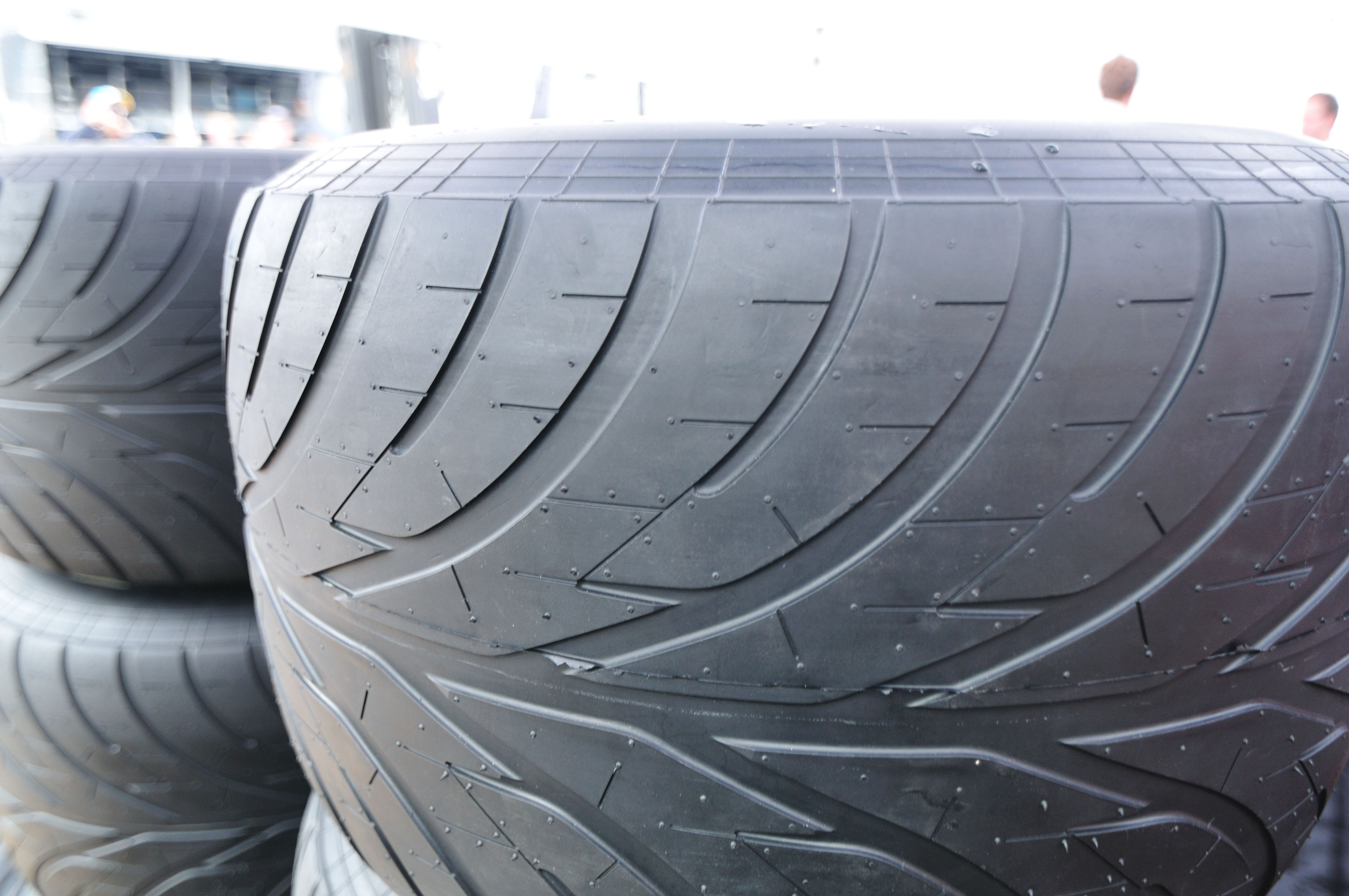

Der Intermediate-Reifen, auch als Intermediate bezeichnet, sind eine spezielle Art von Rennreifen, die in der Formel 1 und anderen Motorsportarten bei nassen oder leicht feuchten Streckenbedingungen eingesetzt werden. Diese Reifen haben eine Lauffläche, die auf Wasser und eine rutschige Oberfläche abgestimmt ist. Sie sind so konstruiert, dass sie besser als Slick-Reifen auf nassen Strecken haften können, jedoch nicht so stark wie Fullwets auf sehr nassen Strecken. Da in der Regel bei Rennfahrzeugen mehrere dieser Reifen benötigt werden, wird häufig der Plural Intermediates verwendet. Im englischsprachigen Motorsportjargon sind sie auch als Inters bekannt.

## Eigenschaften
Intermediate-Reifen weisen in der Regel eine Profilierung auf, die das Wasser auf der Strecke ableitet und somit Aquaplaning verhindert. Sie sind eine Kompromisslösung zwischen den Slick-Reifen, die für trockene Bedingungen ausgelegt sind, und den Regenreifen (Fullwets), die für starken Regen entwickelt wurden. Intermediates werden normalerweise verwendet, wenn die Strecke noch nass oder leicht feucht ist, aber nicht so nass, dass Fullwets erforderlich wären. Unter diesen Bedingungen bieten sie eine bessere Haftung und Kontrolle für die Fahrer im Vergleich zu Slick-Reifen.
Übliche Intermediates besitzen im Gegensatz zu Fullwets meist nur sehr wenige und nicht so tiefe Längs-, Diagonal- und Querrillen und damit mehr Positivprofil. Die Gummimischung gleicht der eines weichen bis sehr weichen Rennreifens. Oftmals wird das Profil bei Intermediates direkt vor Ort in die Lauffläche eines Trockenreifens (Slicks) mit speziellen Schneidewerkzeugen handgeschnitten. Intermediates ähneln bei den Rennreifen vom Fahrverhalten her noch am ehesten denen von sportlichen Straßenreifen; teilweise sind Serienreifen oder straßenzugelassene Sportreifen sogar von Intermediates abgeleitet oder inspiriert (z. B. Yokohama A 032 oder Bridgestone SO 02-PP).

## Besonderheiten
Während in den meisten Rennserien Intermediates zugelassen sind, stellt der Monopolausrüster Hankook diesen Reifentyp bei der DTM nicht zur Verfügung. Dort müssen die Fahrer bei Mischbedingungen mit den gleichermaßen schlecht geeigneten Regenreifen oder Slicks zurechtkommen.
Michelin stattet in der Saison 2013 der FIA-Langstrecken-Weltmeisterschaft sowie beim 24-Stunden-Rennen von Le Mans die LMP1-Teams Audi und Toyota mit einem neuartigen Intermediate aus. Dieser vereint die weiche Reifenmischung der bekannten Regenreifen mit einer profillosen Oberfläche und kommt bei leicht feuchter Strecke zum Einsatz.